# 20th Television
20th Television (auch Twentieth Television, bis 2020 20th Century Fox Television oder TCFTV, ausgeschrieben als Twentieth Century Fox Television) ist die Fernsehproduktionsabteilung von 20th Century Studios. Es ist als Tochterunternehmen der Disney Television Studios seit 2019 Teil von Disney.

## Übersicht und Geschichte
20th Century Fox Television wurde 1949 gegründet, als andere Filmstudios auch in die Fernsehproduktion eintraten. Bis 1958 war das Unternehmen bekannt als TCF Television Productions, Inc. TCFTV bestimmte den Betrieb der TV-Produktionsfirmen, die es erworben hat: Metromedia Producers Corporation im Jahr 1986, New World Entertainment im Jahr 1997 und MTM Enterprises im Jahr 1998. Es ist ebenfalls der momentane Distributor (über seine Vertriebsabteilung, 20th Television) für die meisten Shows, die ursprünglich von diesen Unternehmen produziert wurden.
Seit 1986 diente 20th Century Fox Television als offizieller Produktionszweig des Fox-Fernsehsenders (wobei die Fox Television Studios als die inoffizielle Fernsehproduktionsabteilung des Netzwerks angesehen wurden) und produziert den Großteil der Fernsehserien, die im Fernsehen ausgestrahlt werden. TCFTV produzierte die ersten beiden Serien, die auf Foxs Schwesternetzwerk MyNetworkTV ausgestrahlt wurden: die Telenovelas Desire und Fashion House.
1989 wurden die Funktionen von 20th Century Fox Television von der Twentieth Television Corporation übernommen, einer separaten Einrichtung der 20th Century Fox Film Corporation. Beide Unternehmen waren Tochtergesellschaften der News Corporation Unit Fox Inc.; Der Schritt wurde unternommen, um die Fernsehproduktionen vom Filmstudio zu trennen, um dessen Output zu erhöhen. Nach einer Neustrukturierung der Fernsehproduktionen von Fox im Jahr 1994 konzentrierte sich 20th Television wieder auf Syndizierung und „nicht-traditionelle Programme“, während das Netzwerk-Fernsehprogramm erneut unter dem Banner von 20th Century Fox Television stand und wieder eine Abteilung des Filmstudios wurde. Im Jahr 1998 wurde MTM in 20th Century Fox Television umbenannt.
Ab 1999 wurde das Studio von Dana Walden und Gary Newman geleitet. Im Jahr 2012 wurde 20th Century Fox Television als separate Einheit der News Corporation neu organisiert. Im Juli 2014 wurde bekannt gegeben, dass die Aktivitäten des Fernseh-Networksenders und 20th Century Fox Television zu einer neuen Einheit fusioniert werden, der Fox Television Group, die von Dana Walden und Gary Newman geleitet wird. Damit wurde erstmals in der Unternehmensgeschichte das Fernsehnetzwerk direkt mit dem Fernsehproduktionsstudio integriert. Nach Schätzungen eines Managers sei zum damaligen Zeitpunkt 91 % der Primetime-Fernsehprogramme in den USA von den jeweiligen hauseigenen Produktionsstudios der großen Fernsehnetzwerke produziert worden.
Im Mai 2019 wurde das Unternehmen den neugegründeten Disney Television Studios unterstellt. Dies war durch den Teilverkauf von Rupert Murdochs 21st Century Fox an die Disney-Gruppe ermöglicht worden.

## Produktionen
Nennenswerte Shows von 20th Television sind: M * A * S * H, Glee, How I Met Your Mother, Bones, Empire, Family Guy, 24, Modern Family, This Is Us, American Dad, Buffy, Futurama, New Girl, American Horror Story und vor allem Akte X und Die Simpsons.
Wie bei den meisten seiner Geschwister-Studios, unterliegen Copyright-Hinweise der Programmierung, die entweder von den Fernseh- oder Syndikatsabteilungen produziert werden, dem Copyright des gesamten Filmstudios, d. H. vor dem Verkauf an Disney „© (jeweiliges Jahr) Twentieth Century Fox Film Corporation“.